# Bookholt
Bookholt ist eine Bauerschaft und ehemalige Gemeinde im Landkreis Grafschaft Bentheim in Niedersachsen. Die Gemarkung gehört politisch zur Stadt Nordhorn.

## Geografie

### Lage
Bookholt liegt im südwestlichen Niedersachsen, etwa 4 Kilometer von der niederländischen und 28 km von der nordrhein-westfälischen Grenze entfernt. Die nächsten Städte sind Nordhorn (4 km südöstlich) und Neuenhaus (10 km nordwestlich). Die Gemarkung wird im Osten durch den Süd-Nord-Kanal begrenzt, im Süden teilweise durch den Ems-Vechte-Kanal und im Westen teilweise durch die Vechte.

### Nachbarorte
Bookholt grenzt im Norden an Bimolten und Hohenkörben, im Osten an die Bauerschaft Bakelde, im Süden an den Nordhorner Stadtteil Bookholt und im Westen an Frenswegen.

## Geschichte

### 20. Jahrhundert

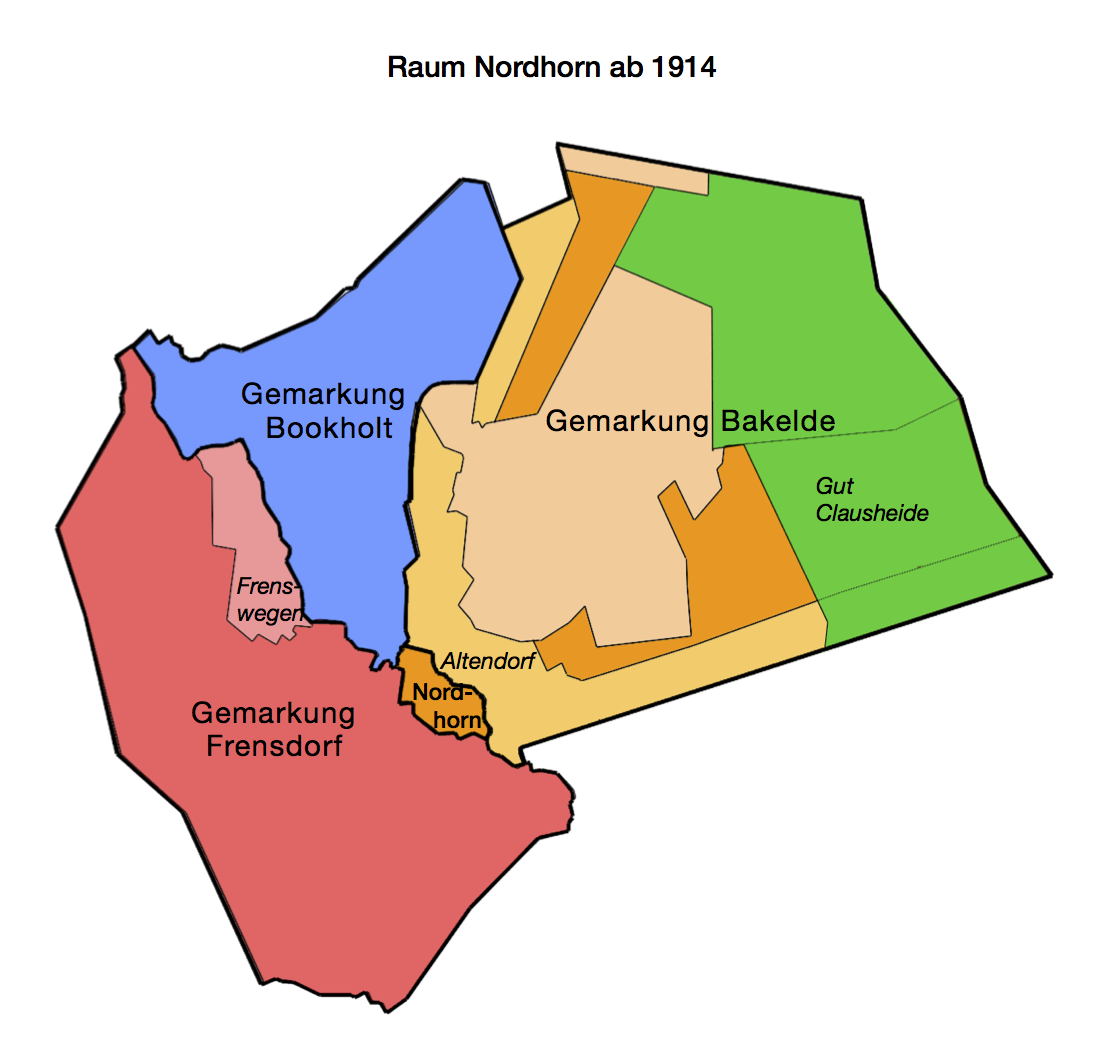
Raum Nordhorn ab 1914

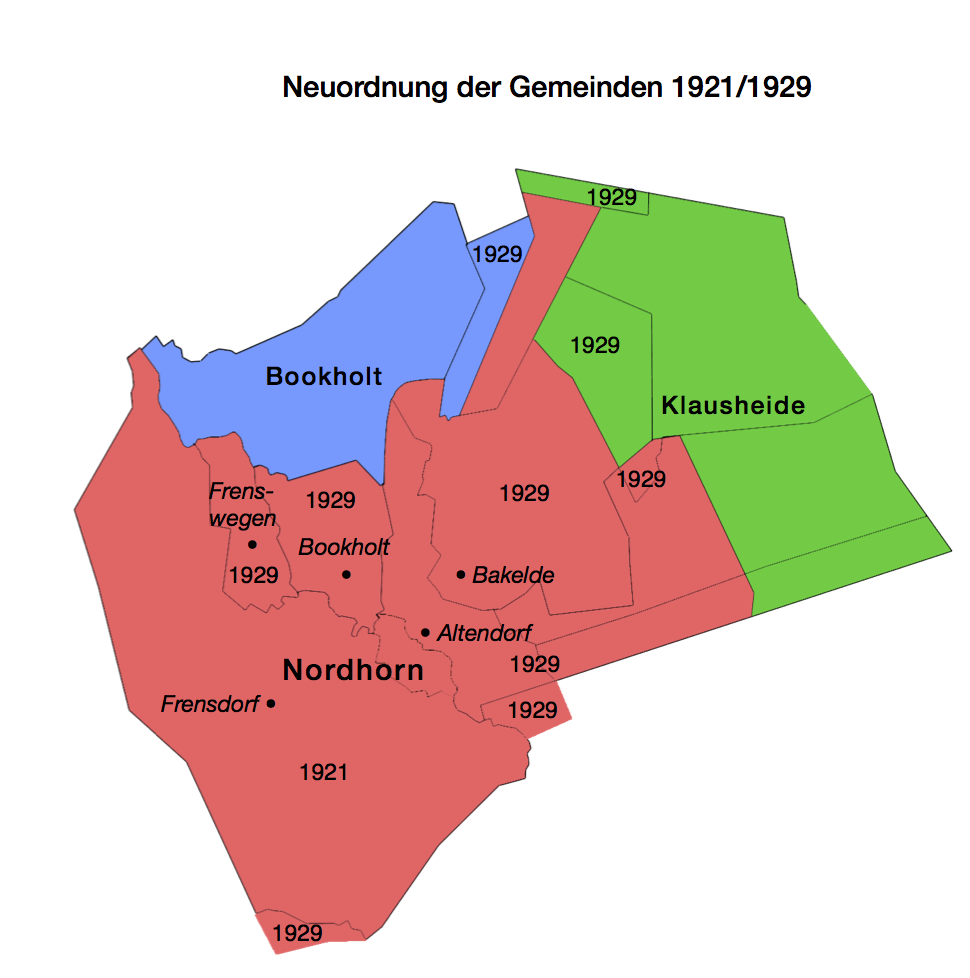
Neuordnung der Gemeinden 1929

Im Jahr 1904 wurde unmittelbar an der Stadtgrenze zu Nordhorn zunächst die Siedlung Bußmaate für die wachsende Zahl der Textilarbeiter gebaut. Es folgten weitere Siedlungen im Südteil der Gemeinde. Eine Eingemeindung dieses Südteils nach Nordhorn schlug 1913 zunächst fehl, wurde aber am 1. Juli 1929 mit 2642 Einwohnern realisiert. Gleichzeitig wurde ein Flurstück der Gemeinde Altendorf nach Bookholt eingemeindet. Am 1. März 1974 wurde auch die Bauerschaft Bookholt in die Kreisstadt Nordhorn eingegliedert.

## Kultur und Sehenswürdigkeiten

### Vereine
In Bookholt gibt es die Sportvereine Sparta Nordhorn 09 und Blau-Weiß Bookholt e. V. sowie den Schützenverein Bookholt e. V. 1910 

## Wirtschaft und Infrastruktur

### Verkehr

#### Straßenverkehr
Durch Bookholt führen die Kreisstraßen K 12 (Nordhorn–Veldhausen) und die K 17 (Nordhorn–Georgsdorf). Die Anschlussstelle Lingen der A 31 (Emden–Bottrop) liegt etwa 15 km, die Anschlussstelle Nordhorn/Bad Bentheim der A 30 etwa 17 km entfernt.

#### Öffentlicher Nahverkehr
Die Bauerschaft Bookholt wird nur von einer Schulbuslinie bedient; der 1929 eingemeindete Stadtteil wird von einer Stadt- und einer Regionalbuslinie der Verkehrsgemeinschaft Grafschaft Bentheim (Linien 30 und 31) erschlossen, die zu den Hauptverkehrszeiten im Stundentakt verkehren. Der nächste Personenbahnhof befindet sich im ca. 4 km entfernten Zentrum von Nordhorn an der Bahnstrecke Gronau–Coevorden. Diese wird von der Linie RB 56 der Bentheimer Eisenbahn in Richtung Neuenhaus und Bad Bentheim befahren.

#### Luftverkehr
Im etwa 10 km entfernten Klausheide befindet sich der Verkehrslandeplatz Nordhorn-Lingen. Hier können Motorflugzeuge bis maximal 10 t Gesamtgewicht und Segelflugzeuge starten und landen. Nächster internationaler Flughafen ist der Flughafen Münster/Osnabrück in Greven.

### Medien
Regionale Tageszeitung in Bookholt sind die Grafschafter Nachrichten.

## Fotogalerie

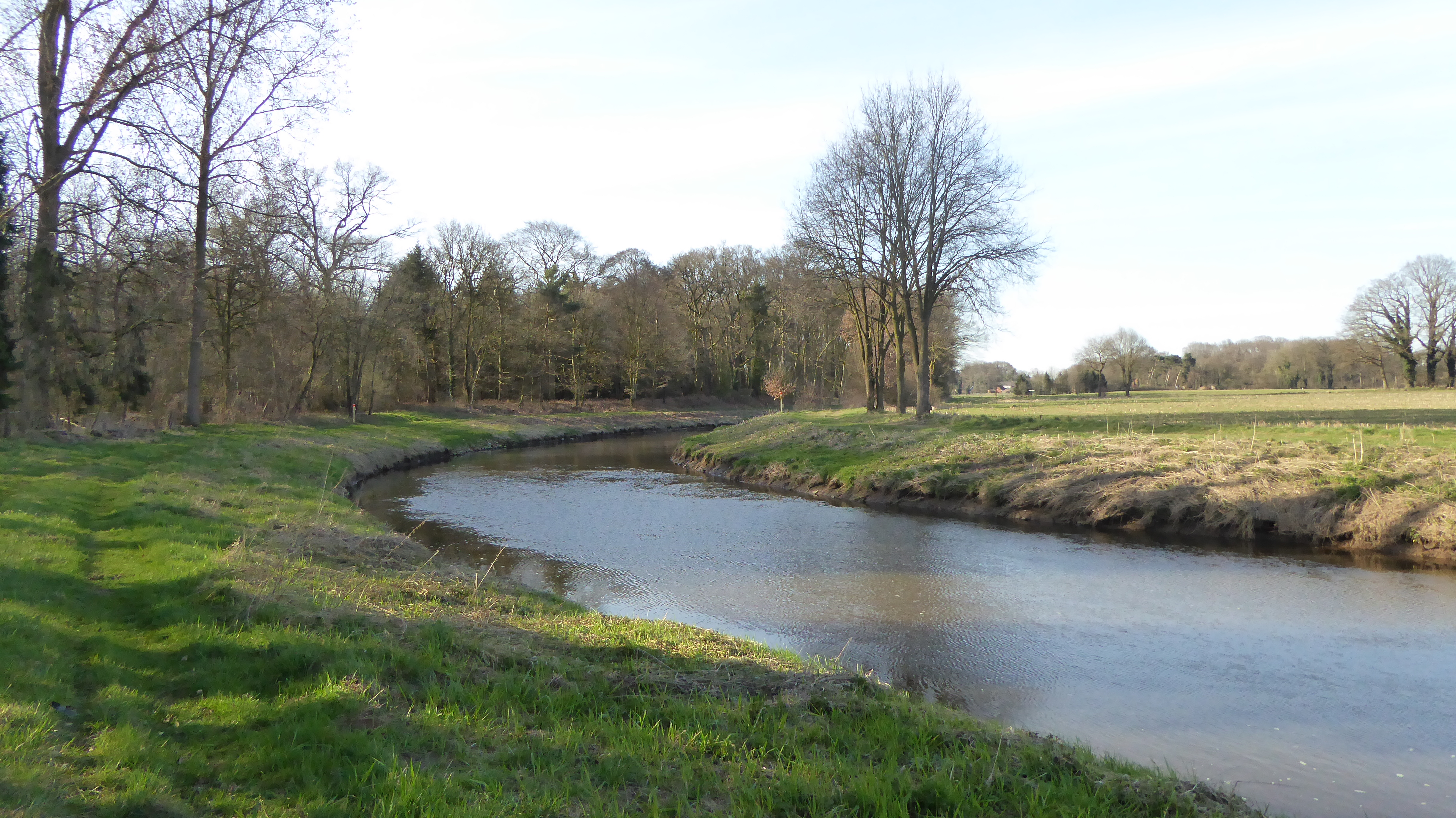
Vechte bei Bookholt
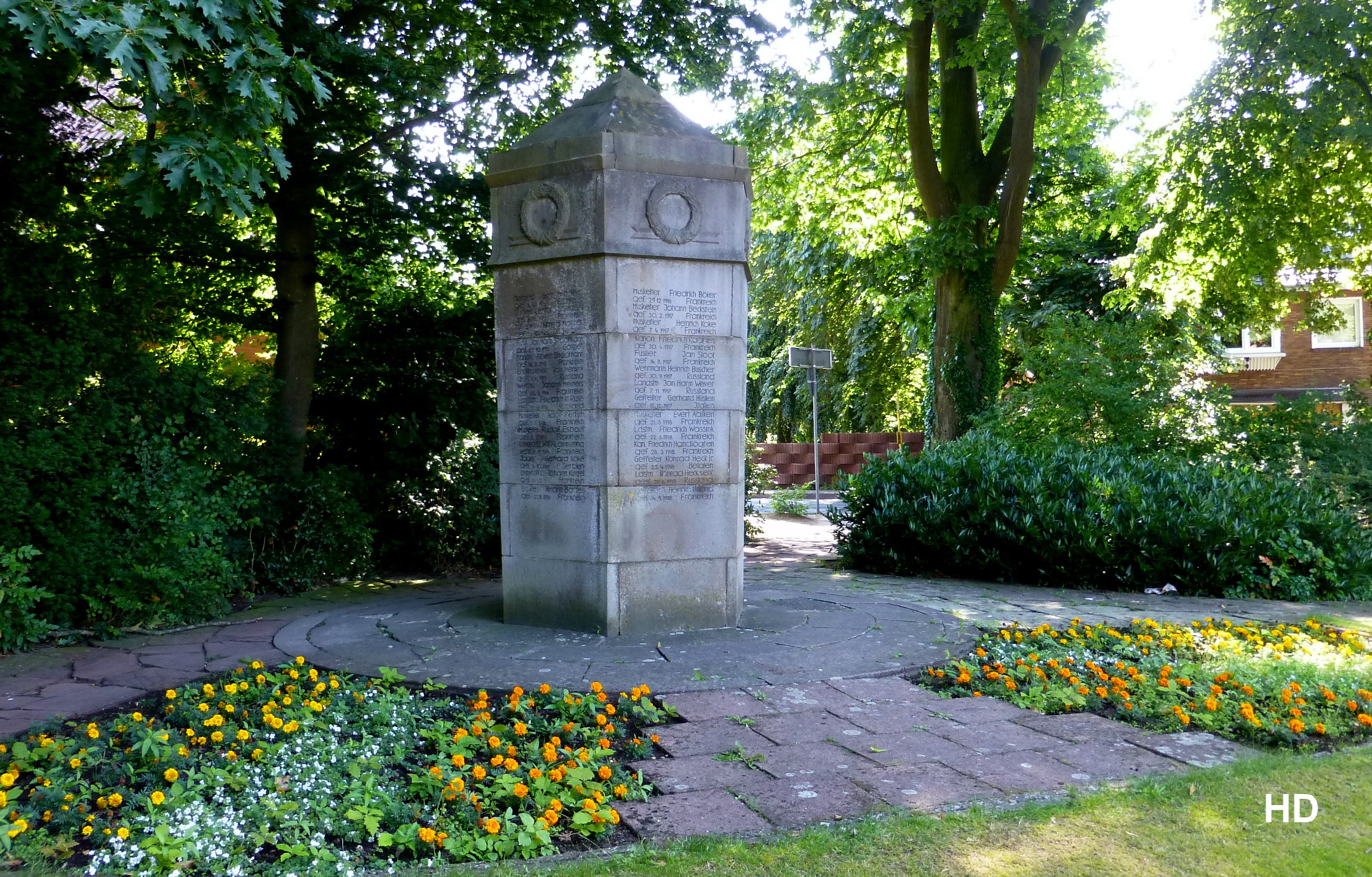
Kriegerdenkmal
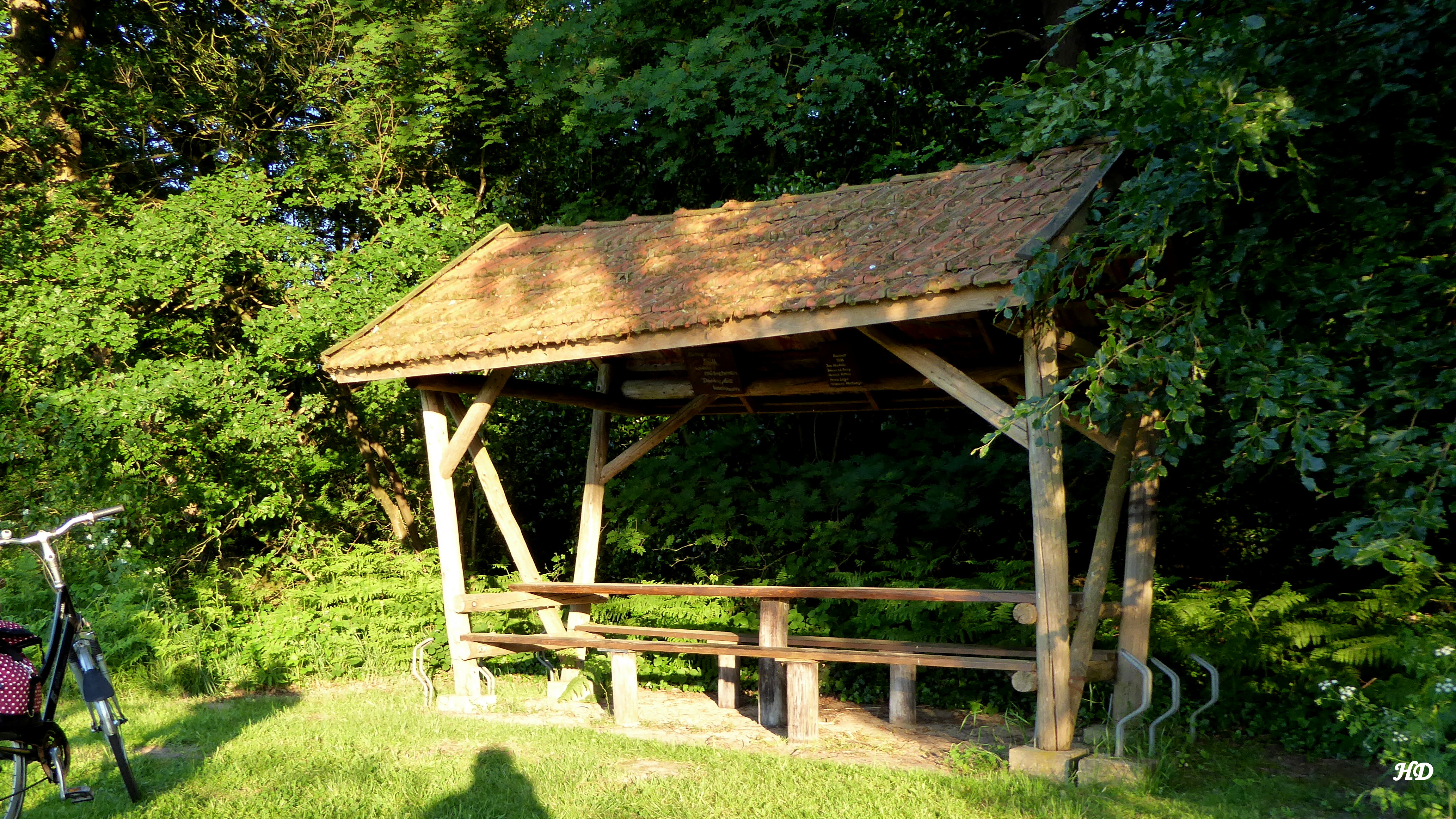
Rastplatz
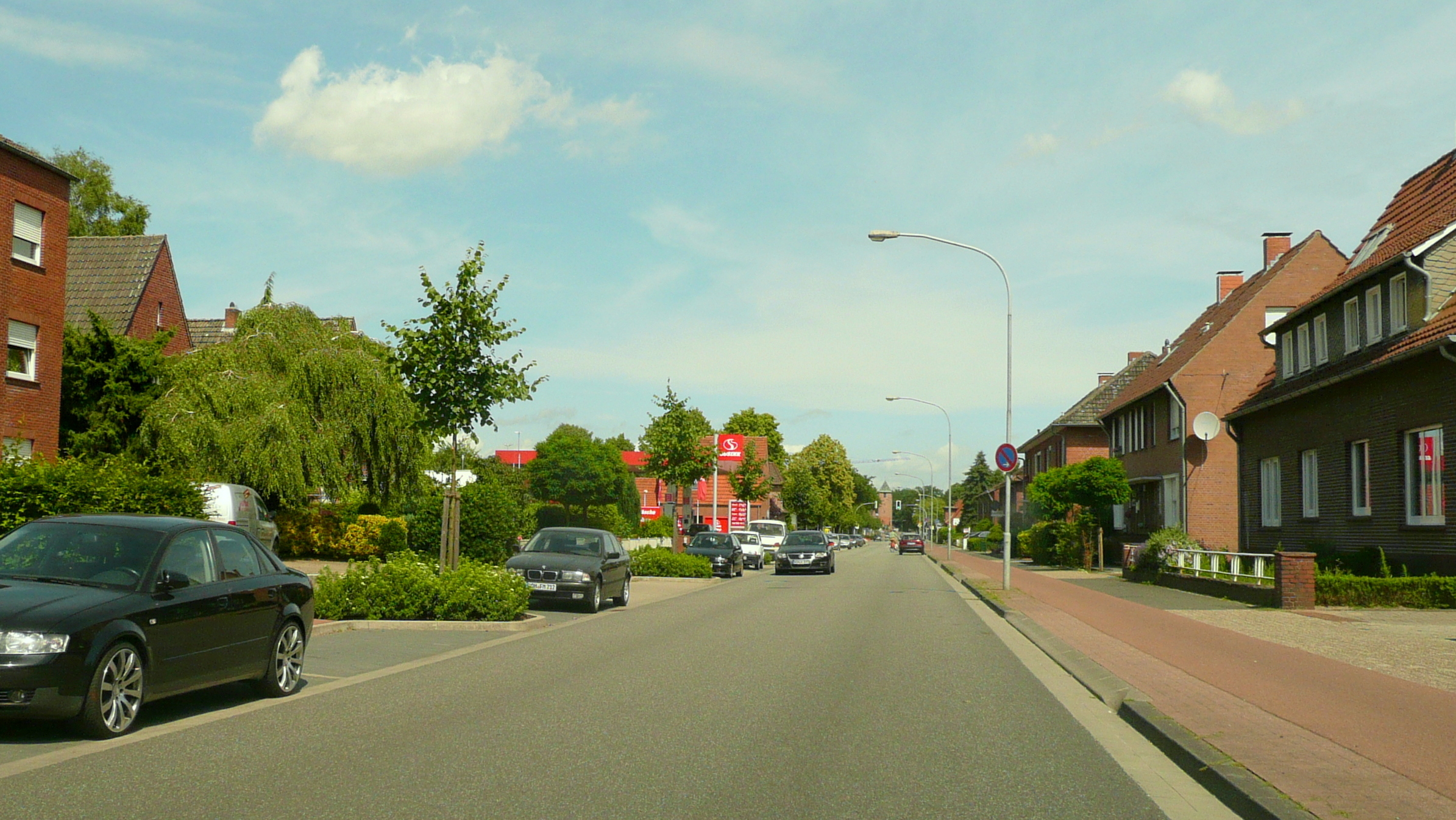
Veldhauser Straße
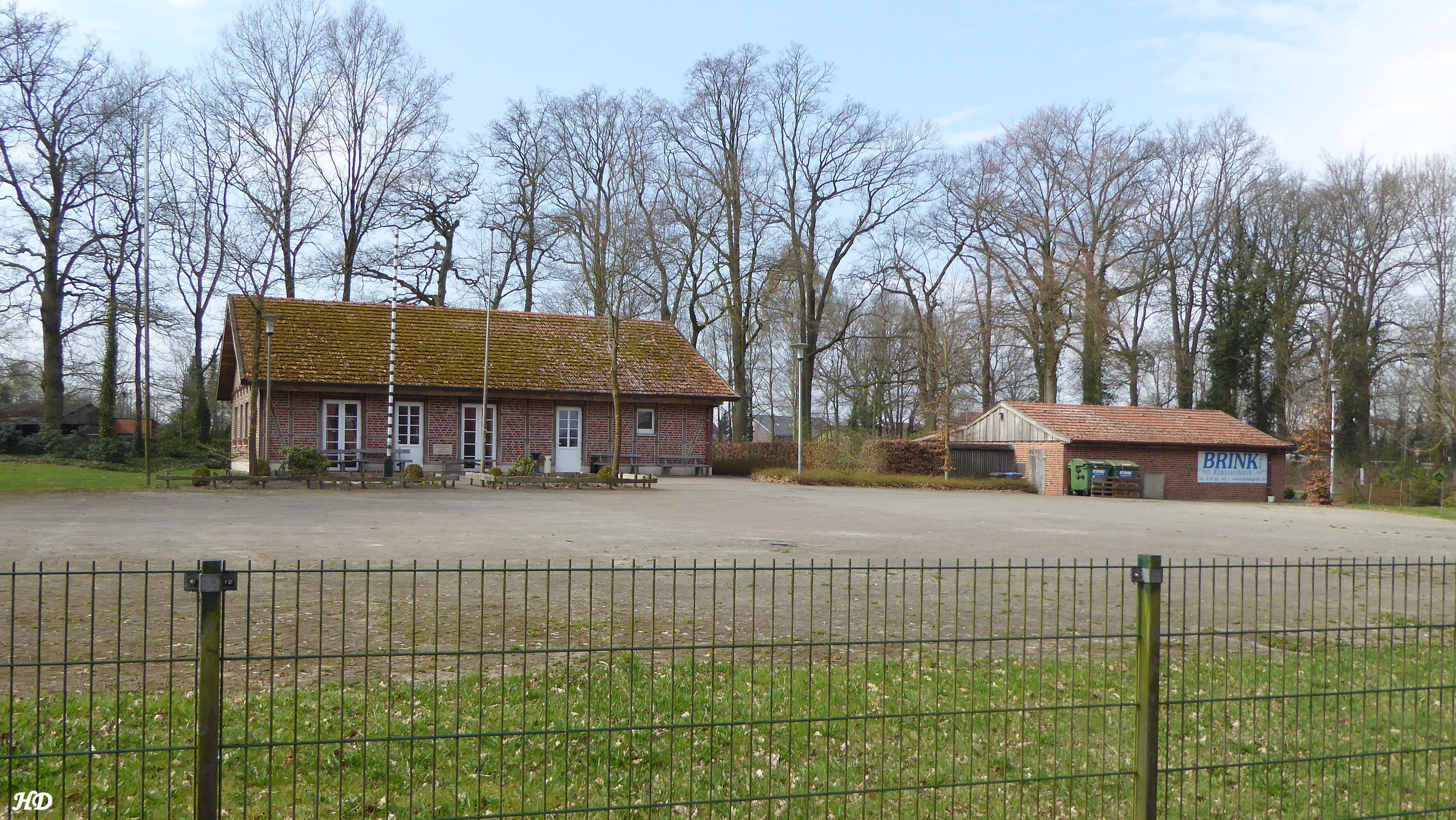
Festplatz der Bookholter Schützen
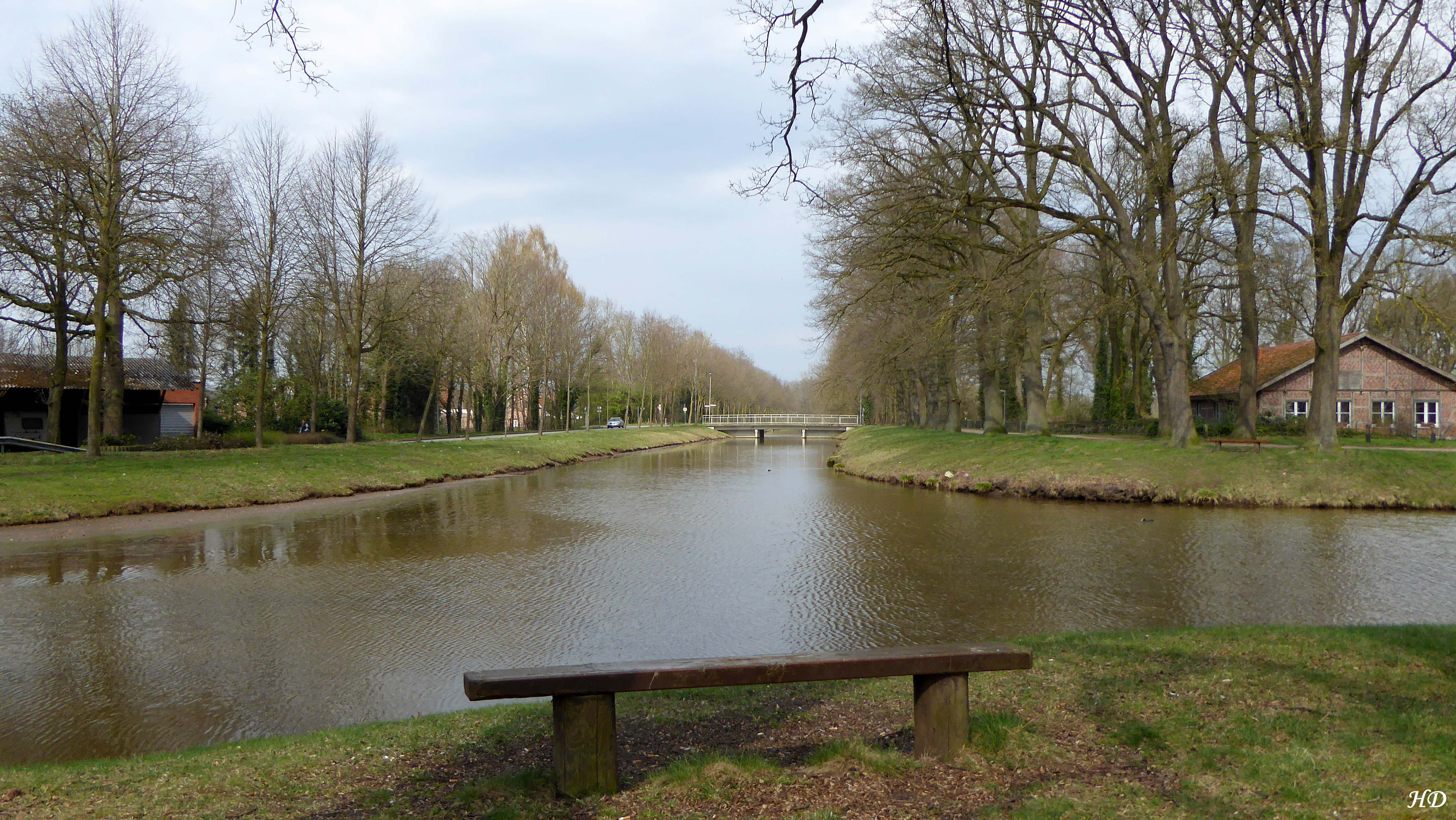
Zusammenfluss von Ems-Vechte-Kanal und Süd-Nord-Kanal in Bookholt